# Tyson Holly Farms 400
Das Tyson Holly Farms 400 ist ein ehemaliges Rennen im NASCAR Winston Cup, welches am letzten Wochenende im September oder ersten Wochenende im Oktober auf dem North Wilkesboro Speedway zwischen 1950 und 1996 ausgetragen. Nur im Jahre 1956 fand kein Rennen statt. Das Rennen der Saison 1996 war das letzte nationale NASCAR-Rennen auf der Rennstrecke. Das andere Rennen von NASCAR fand immer im April statt und hieß zum Schluss First Union 400.

## Sieger

### Tyson Holly Farms 400
- 1996: Jeff Gordon
- 1995: Mark Martin
- 1994: Geoff Bodine
- 1993: Rusty Wallace
- 1992: Geoff Bodine
- 1991: Dale Earnhardt
- 1990: Mark Martin

### Holly Farms 400
- 1989: Geoff Bodine
- 1988: Rusty Wallace
- 1987: Terry Labonte
- 1986: Darrell Waltrip
- 1985: Harry Gant
- 1984: Darrell Waltrip
- 1983: Darrell Waltrip
- 1982: Darrell Waltrip
- 1981: Darrell Waltrip
- 1980: Bobby Allison
- 1979: Benny Parsons

### Wilkes 400
- 1978: Cale Yarborough
- 1977: Darrell Waltrip
- 1976: Cale Yarborough
- 1975: Richard Petty
- 1974: Cale Yarborough
- 1973: Bobby Allison
- 1972: Richard Petty
- 1971: Tiny Lund
- 1970: Bobby Isaac
- 1969: David Pearson
- 1968: Richard Petty
- 1967: Richard Petty
- 1966: Dick Hutcherson
- 1965: Junior Johnson
- 1964: Marvin Panch
- 1963: Marvin Panch

### Wilkes 320
- 1962: Richard Petty

### Wilkes 200
- 1961: Rex White

### Wilkes 320
- 1960: Rex White

### Wilkes 160
- 1959: Lee Petty
- 1958: Junior Johnson
- 1957: Jack Smith
- 1955: Buck Baker
- 1954: Hershel McGriff
- 1953: Speedy Thompson

### Wilkes 200
- 1952: Herb Thomas
- 1951: Fonty Flock
- 1950: Leon Sales
- 1949: Bob Flock